# 德魯·史邁利
陶德·安德魯·史邁利（英語：Todd Andrew Smyly，1989年6月13日—），綽號「微笑」（Smiles），為美國職棒大聯盟的投手，目前為自由球員。他先前曾效力過老虎、光芒、遊騎兵、費城人、巨人、勇士與小熊等隊。2010年美國職棒大聯盟選秀，史邁利在第二輪68順位被老虎隊選走。他在2011年曾代表美國隊參加泛美運動會，2012年登上大聯盟。

## 早年
史邁利在小岩城出生，在茂美勒長大。後來他在小岩城就讀小岩城中央中學，並在國中時達成10勝與118次三振的校史紀錄。

## 職業生涯

### 底特律老虎
2010年美國職棒大聯盟選秀，老虎隊在第2輪68順位選進史邁利，他也跟球隊簽下110萬美元的合約。2011年他從高階1A出發，並在球季中登上2A。這一年他投出11勝6敗，防禦率2.07與130次三振，最後他在這年被獲選為老虎隊的最佳小聯盟球員。

#### 2012年
4月12日，史邁利登上大聯盟。6月14日，他因為左手長水泡而進入傷兵名單。後來球隊在季中交易大限前從馬林魚交易來Anibal Sanchez，於是讓史邁利變成牛棚投手。
該年球季他投了99+1⁄3局，拿下4勝3敗，防禦率3.99，並送出94次三振。他也被球隊帶入季後賽。2012年美國聯盟冠軍賽第一場，史邁利在延長賽主投2局無失分拿下勝投。

#### 2013年
這一年史邁利與瑞克·波瑟羅爭奪老虎隊開季第5號先發的位置，最後由波瑟羅拿下，史邁利變成牛棚投手。4月5日，史邁利拿下生涯首次救援成功。該年他出賽63場比賽，拿下6勝0敗，防禦率2.37以及2次救援成功的不錯成績。

#### 2014年
這一年由於老虎將先發投手道格·費斯特交易，因此史邁利成為球隊的5號先發。5月3日，史邁利先發面對皇家主投7局無失分拿下暌違近2年的勝投。7月25日，史邁利更是達成3局送出8次三振的個人成就。而他在那場比賽主投5+2⁄3局就送出11次三振。

### 坦帕灣光芒
2014年7月31日，老虎、光芒與水手三隊進行交易。老虎隊將史邁利與威利·亞達梅斯交易至光芒隊，另外將奧斯丁·傑克森交易至水手。水手則送出Nick Franklin到光芒隊，光芒將王牌投手大衛·普萊斯交易至老虎。這個球季史邁利投出生涯單季新高的153局，不過他在9月9日就提前結束球季，整季投出9勝10敗，防禦率3.24。
2015年球季，史邁利先發12場比賽，投出5勝2敗，防禦率3.11，與77次三振的成績。2016年2月4日，他贏得了薪資仲裁，年薪上升至375萬美元。不過這一年他僅拿下7勝12敗，防禦率4.88。而他該季被敲出32支全壘打是美聯第5高。

### 西雅圖水手
2017年1月11日，光芒隊將史邁利交易至水手隊，換來麥勒克斯·史密斯、Ryan Yarbrough與Carlos Vargas等三名球員。6月28日，球隊宣布史邁利將進行湯米·約翰手術而導致球季提前結束。這一年他完全沒有在大聯盟亮相。

### 芝加哥小熊
2017年12月12日，史邁利與小熊簽下2年1,000萬美元的合約。2018年球季，他因為受傷而導致整個賽季僅在3A出賽一場比賽，他投了1局送出3次三振。

### 德州遊騎兵
2018年11月2日，小熊隊將史邁利與一名日後指定球員交易至遊騎兵。4月20日，他因為左手臂受傷而進入傷兵名單。6月20日，他被球隊給指定讓渡，並在6月25日遭到釋出。他在遊騎兵僅僅投出1勝5敗，防禦率8.42的慘澹成績。

### 密爾瓦基釀酒人
2019年7月1日，史邁利與釀酒人簽下小聯盟合約。他在3A先發3場比賽，拿下1勝，防禦率4.97與18次三振的成績。不過他並未在釀酒人隊登上大聯盟，而是在7月18日成為自由球員。

### 費城費城人
2019年7月21日，史邁利與費城人簽下大聯盟合約。他在費城人先發12場比賽，拿下3勝2敗，防禦率4.45。這一年他在遊騎兵和費城人隊一共被敲出32支全壘打，為該季大聯盟第10多。

### 舊金山巨人
2020年1月16日，史邁利與巨人隊簽下1年合約。

### 亞特蘭大勇士
2020年11月16日，史邁利與勇士隊簽下1年1100萬美金的合約。

## 國際賽
2011年球季結束後，史邁利代表美國隊參加2011年世界盃棒球賽以及2011年的泛美運動會。而他在泛美運動會拿下了銀牌，之後他也代表美國隊參加2017年世界棒球經典賽。

## 技術特點
史邁利的主力球種有以下幾個：
- 四縫線快速球 (91英里)
- 曲球 (77英里)
- 切球 (81英里)
- 變速球 (83英里)

## 外部連結
- 球員資訊和成績在MLB，ESPN，Baseball-Reference，Fangraphs（英文）
- 德魯·史邁利的Instagram帳戶